# Hidrografia do Brasil
A hidrografia do Brasil é o conjunto de recursos hídricos do território brasileiro, as bacias hidrográficas, Oceano Atlântico, os rios, lagos, lagoas, arquipélagos, golfos, baías, cataratas, usinas hidrelétricas, barragens etc. De acordo com os órgãos governamentais, existem no Brasil doze grandes bacias hidrográficas, sendo que sete têm o nome de seus rios principais: Amazonas, Paraná, Tocantins, São Francisco, Parnaíba, Paraguai e Uruguai; as outras são agrupamentos de vários rios, não tendo um rio principal como eixo, por isso são chamadas de bacias agrupadas.

## Rios
O país possui uma das mais amplas, diversificadas e extensas redes fluviais de todo o mundo. O maior país da América Latina conta com a maior reserva mundial de água doce e tem o maior potencial hídrico da Terra. Aproximadamente 14% de toda água doce do planeta encontra-se em seu território.
A maior parte dos rios brasileiros é de planalto, apresentando-se encachoeirados e permitindo, assim, o aproveitamento hidrelétrico. As bacias Amazônica e do Paraguai ocupam extensões de planícies, mas as bacias hidrográficas do Paraná e do São Francisco são tipicamente de planalto. Merecem destaque as quedas-d'água de Urubupungá (no rio Paraná), Iguaçu (no rio Iguaçu), Pirapora, Sobradinho, Itaparica e Paulo Afonso (no rio São Francisco), onde estão localizadas usinas hidrelétricas.
Os rios brasileiros apresentam regime de alimentação pluvial, ou seja, são alimentados pelas águas das chuvas. Em decorrência de o clima tropical predominar na maior parte do território, as cheias ocorrem durante o verão, constituindo exceção alguns rios nordestinos, cujas cheias ocorrem entre o outono e o inverno. Os rios do sul não tem vazante acentuada, devido à boa distribuição das chuvas na região, assim como os da bacia Amazônica, também favorecidos pela uniformidade pluviométrica da região.
No Brasil predomina a drenagem exorreica, ou seja, os rios correm em direção ao mar, como o Amazonas, o São Francisco, o Tocantins, o Guaraguaçu, o Parnaíba, etc. Pouquíssimos são os casos de drenagem endorreica, em que os rios se dirigem para o interior do país, desaguando em outros rios, como o Negro, o Purus, o Paraná, o Iguaçu, o Tietê, entre outros.
Em sua maior parte, os rios brasileiros são perenes, isto é, nunca secam. Mas na região semiárida do Nordeste há rios que podem desaparecer durante uma parte do ano, na estação seca: são os chamados rios temporários ou intermitentes.

## Lagos

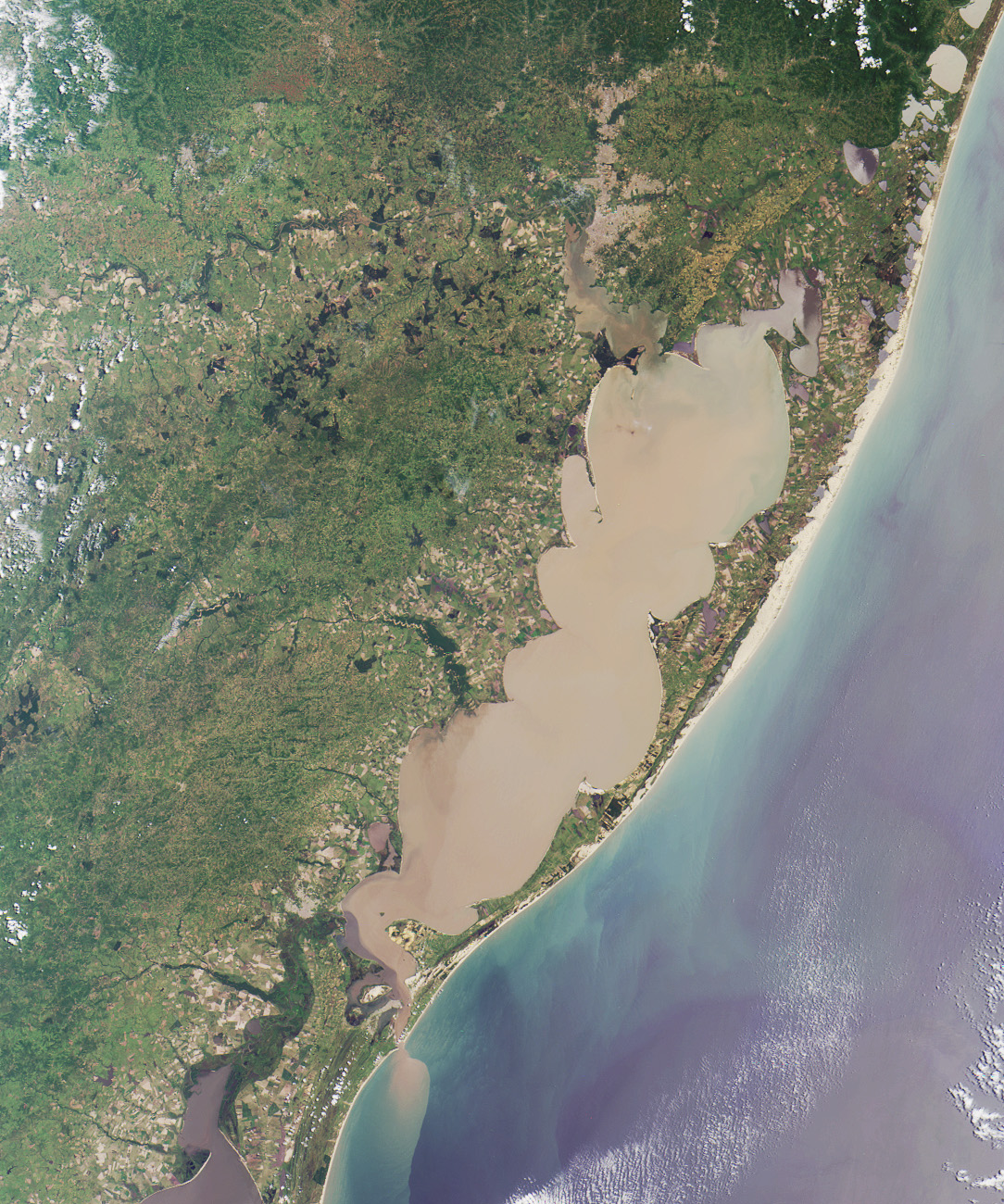
Lagoa dos Patos, no Rio Grande do Sul, Brasil. À direita, o Oceano Atlântico.

O Brasil possui poucos lagos, classificados em:
- Lagos de barragem, que são resultantes da acumulação de materiais e subdividem-se em lagunas ou lagoas costeiras, formadas a partir de restingas, tais como as lagoas dos Patos e Mirim, no Rio Grande do Sul, e lagoas de várzea, formadas quando as águas das cheias ficam alojadas entre barreiras de sedimentos deixados pelos rios ao voltarem ao seu leito normal. São comuns na Amazônia e no Pantanal Mato-Grossense;
- Lagos de erosão, formados por processos erosivos, ocorrendo no Planalto Brasileiro                                                                                                  Os centros dispersores — ou seja, as porções mais altas do relevo que separam as bacias fluviais — que merecem destaque no Brasil são três: a cordilheira dos Andes, onde nascem alguns rios que formam o Amazonas; o planalto das Guianas, de onde partem os afluentes da margem esquerda do rio Amazonas; e o Planalto Brasileiro, subdividido em centros dispersores menores.

Os rios, ao desembocarem em outro rio ou no oceano, podem apresentar-se com uma foz do tipo estuário, com um único canal, ou do tipo delta, com vários canais entremeados de ilhas; ocorre, excepcionalmente, o tipo misto. No Brasil, predominam rios com foz do tipo estuário, com exceção do rio Amazonas, que possui foz do tipo misto, e dos rios Paranaíba, Acaraú, Piranhas, São Francisco, Paranapanema, Doce e Paraíba do Sul, que possuem foz do tipo delta.

## Bacias hidrográficas
País úmido, com muitos rios, o Brasil, possui cerca de 15% de toda água doce do mundo, quatro bacias principais e três secundárias:
- Bacias principais
  - Amazônica
  - Tocantins-Araguaia
  - Platina
  - São Francisco
- Bacias secundárias
  - Nordeste
  - Leste
  - Sudeste-Sul

### Bacia Amazônica

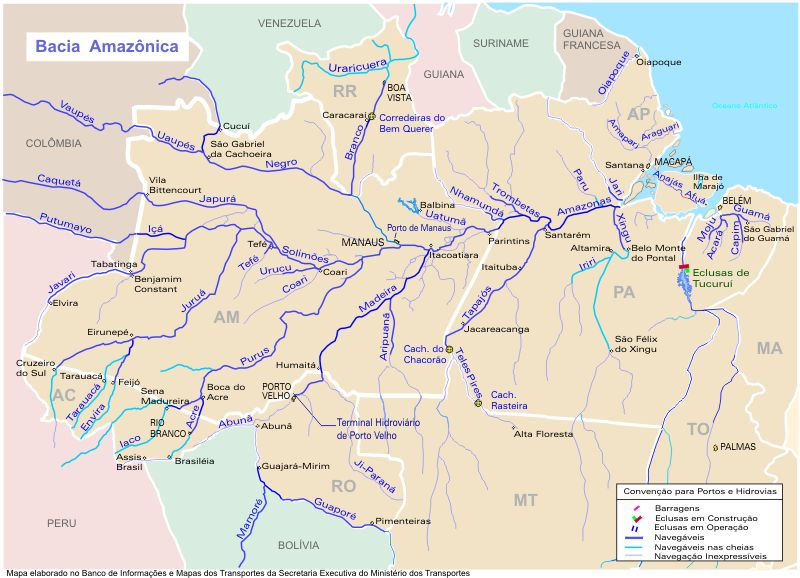
A imagem mostra o complexo da Região Hidrográfica do Amazonas, a maior bacia hidrográfica do mundo (clique para ampliar e ver detalhes).

Com uma área, em terras brasileiras, de 3.984.467 km², a bacia Amazônica — a maior bacia hidrográfica do mundo — ocupa mais da metade do território brasileiro e estende ainda pela Bolívia, Peru, Colômbia, Guiana, Suriname e Guiana Francesa. A Venezuela não faz parte dessa bacia. Além do rio principal — o Amazonas —, compreende os seus afluentes: na margem esquerda, os rios Içá, Japurá, Negro e Trombetas; na margem direita, os rios Juruá, Purus, Madeira, Tapajós e Xingu.
Atravessada pela linha do Equador na sua porção norte, a bacia Amazônica possui rios nos dois hemisférios e, devido à sua posição geográfica, apresenta três regimes de cheias: nos rios do norte, tropical boreal, com volume máximo em julho; nos rios do sul, tropical austral, com volume máximo em março; e no tronco central, volume máximo em abril, maio e junho. Dessa forma, o rio Amazonas tem sempre um grande volume de água, já que seus afluentes sofrem cheias em épocas diferentes.
O rio Amazonas, o mais extenso do mundo, possui 6.992,06 km dos quais 3.165 km situam em território brasileiro. Nasce na Cordilheira dos Andes, tem sua origem na nascente do rio Apurímac (alto da parte ocidental da cordilheira dos Andes) (Peru), onde recebe os nomes de Apacheta, Lloqueta, Tunguragua, Marañón, Apurímac, Ene, Tambo, Ucayali e Amazonas (Peru), e quando entra no Brasil passa a se chamar Solimões, nome que mantém até a foz do seu afluente rio Negro, próximo a Manaus. A maior parte do rio está inserida na planície sedimentar Amazônica, embora a nascente em sua totalidade é acidentada e de grande altitude.
Dentre os diversos rios do mundo, o Amazonas é o que possui maior débito, ou seja, é o que descarrega o maior volume de água em sua foz: em épocas normais, lança no oceano 80.000 m³/s, mas chega a jogar até 120.000 m³/s. Um fenômeno interessante que se observa na foz do rio Amazonas é a pororoca, encontro das águas do rio, durante as enchentes, com as águas do mar, quando ocorre maré alta.
A largura média do rio Amazonas é de 4 a 5 km, mas chega, em alguns trechos, a mais de 50 km. Devido ao pequeno declive que apresenta, a velocidade de suas águas é lenta, oscilando entre 2 e 7 km por hora.
Além do rio Amazonas e seus grandes afluentes, inúmeros cursos de água desenham uma verdadeira teia na planície Amazônica. São os furos, córregos ou pequenos rios que unem rios maiores entre si; os igarapés, pequenos e estreitos canais naturais espalhados pelo baixo-planalto e planície; e os paranás-mirins, braços de rios que contornam ilhas fluviais.

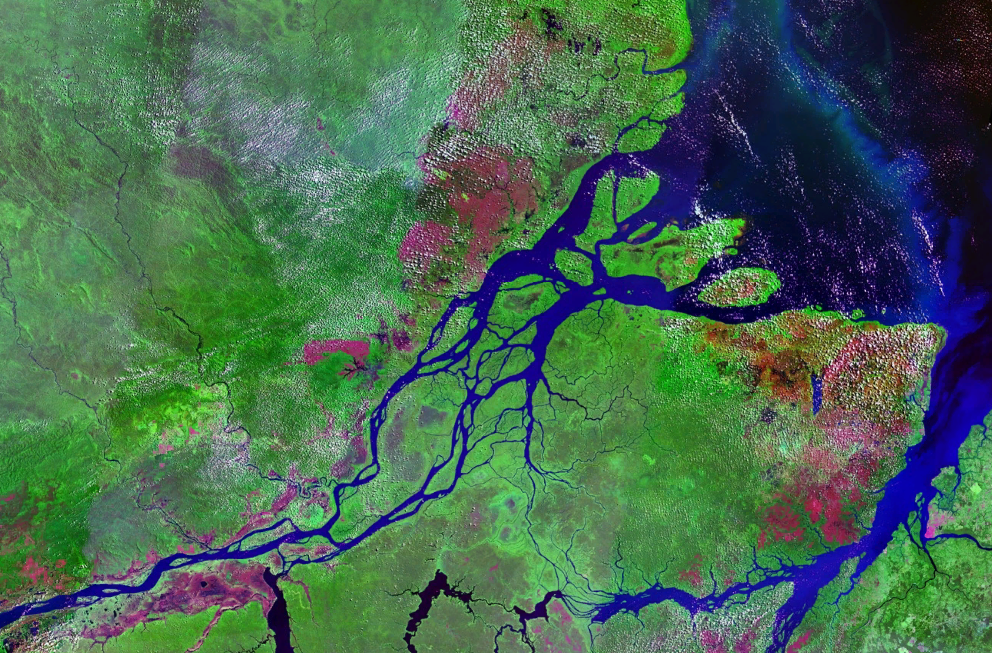
A foz do Amazonas.

É a bacia de maior potencial hídrico do Brasil devido aos seus afluentes, sobretudo os da margem direita (ao sul do Amazonas) que, ao descerem dos planaltos, formam cachoeiras e corredeiras. O rio Amazonas é um autêntico rio de planície – o Baixo Amazonas é uma hidrovia natural escoando bauxita (minério de alumínio) para usinas eletrometalúrgicas do Pará.
Outra hidrovia importante é do rio Madeira, que faz parte do transporte intermodal para o escoamento das safras agrícolas do norte de Mato Grosso. O transporte intermodal representa a diversificação das diversas modalidades de transportes, segundo uma logística de adaptação maior às condições naturais das regiões servidas por elas (ex: uma região como a Amazônia tem muitos rios navegáveis que podem ser transformados em hidrovias), reduzindo os custos pela maior capacidade de carga e menor consumo de combustível. Além disso, as diferenças de fretes e da velocidade dos meios de transportes ampliam o leque de opções dos produtores no escoamento de suas mercadorias.
O maior abalo ambiental da Amazônia foi o da construção da Represa de Balbina, que inundou uma área enorme como a da Represa de Tucuruí produzindo, no entanto, 31 vezes menos energia que a de Tucuruí. Os ambientalistas afirmam que o rio Uatumã deverá acabar com o tempo; a decomposição da floresta submersa pela represa irá matar seus peixes. [carece de fontes?]Grande parte da reserva indígena dos Waimiri-Atroari foi inundada.

### Bacia Platina
Formada pelas bacias dos rios Paraná (4352 km de extensão), Paraguai (2459 km) e Uruguai (1600 km), estende-se pelo Brasil, Uruguai, Bolívia, Paraguai e Argentina.
O estuário (lugar onde as águas de rios e oceanos se encontram) formado por eles é o maior do mundo, seu limite exterior mede 256 km e está localizado em frente a Montevidéu. Este conjunto hidrográfico é navegável por embarcações de diferentes portes.
Em média, a profundidade da bacia do Prata é variável (3 e 6m), sendo que na corrente principal a profundidade pode chegar a 11m. O leito do rio é marcado pela presença de vários bancos de areia.
A bacia do Rio Prata contém ecossistemas chave. O pantanal (compartido por Brasil, Bolívia e Paraguai) é o reservatório de uma enorme riqueza biológica e atua como regulador do sistema hidrológico da bacia do Prata ao retardar, em 4 meses, o acesso ao rio Paraná das águas do rio Paraguai e, desta maneira, evitando a conjunção dos períodos de máximas torrentes de ambos os rios. Outros ecossistemas que compõe esta bacia são a pampa, o chaco, o cerrado e a mata atlântica.
Esta bacia serve de moradia a dezenas de milhões de habitantes, desta forma, a interação do ser humano com ela, ao longo do tempo e de forma incontrolada, tem provocado mudanças significativas tanto para a bacia como também para a qualidade de vida de seus habitantes. Atualmente, os países que ela compreende estudam alguma forma de aproveitar o Aqüífero Guarani  de maneira sustentável, no intuito de preservar a bacia para as futuras gerações e, assim, assegurar o fornecimento de água potável a seus moradores.
Segundo dados do Fundo Mundial para a Natureza (WWF), a bacia do Prata consta na lista das dez bacias mais ameaçadas do planeta, devido a grande quantidade de barragens que lá existem e a utilização dos seus rios como hidrovias. Estas atividades colocam em risco a rica biodiversidade da bacia e dos rios que a compõe.

#### Sub-bacia do Paraná

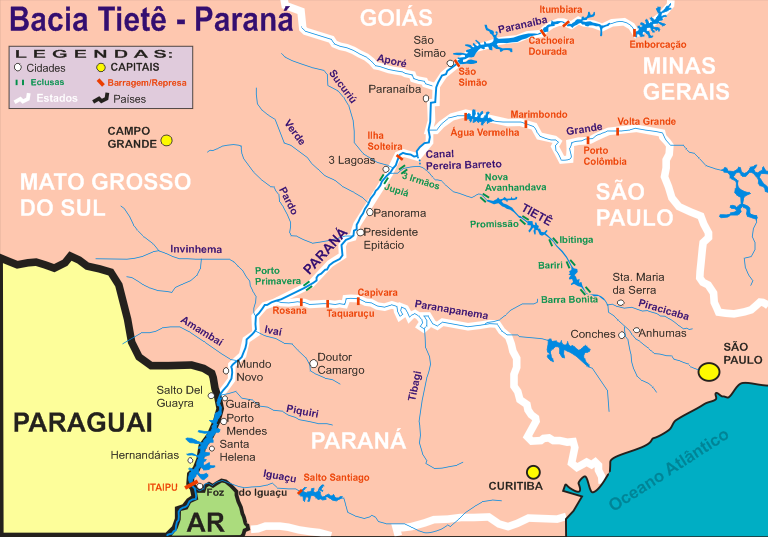
O mapa mostra a Bacia do Rio Paraná, com destaque para o rio Tietê, um dos seus principais afluentes(clique para ampliar e ver mais detalhes).

É a mais extensa das três, abrangendo mais de 10% do território nacional. Possui o maior potencial hidrelétrico instalado no Brasil, merecendo destacar as grandes usinas, como a de Itaipu, Jupiá e Ilha Solteira, no rio Paraná; Ibitinga, Barra Bonita e Bariri no rio Tietê; Cachoeira Dourada, Itumbiara e São Simão, no rio Paranaíba; Furnas, Jaguara, Marimbondo e Itutinga, no rio Grande; e ainda Jurumirim, Xavantes e Capivara, no rio Paranapanema.
Seus rios são tipicamente de planalto, o que dificulta muito a navegação, que se tornará mais fácil com a utilização das eclusas construídas com a instalação das usinas hidrelétricas.

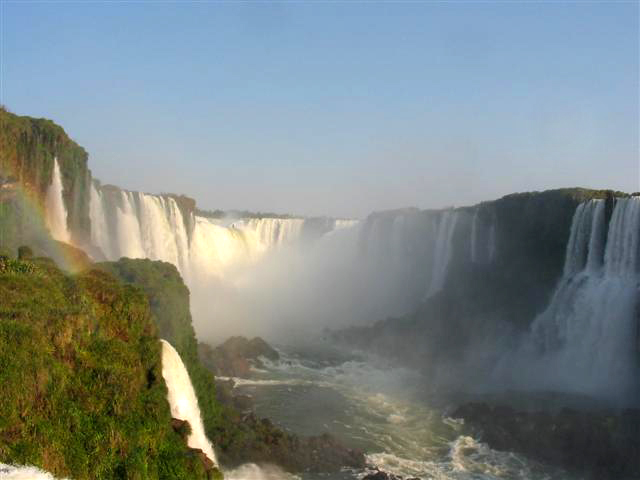
As Cataratas do Iguaçu, na Bacia do Paraná.

É  importante pela área drenada (a maior do Sudeste), pela extensão e volume (é o segundo da América do Sul, depois da Bacia Amazônica), pelo aproveitamento hidrelétrico (o maior do Brasil, 61.7% do total) e hidroviário.
Dos afluentes da margem esquerda do rio Paraná sobressaem os rios Tietê e Paranapanema. O rio Tietê teve um papel histórico fundamental na conquista bandeirante do interior, no chamado bandeirismo de monções com destino a Mato Grosso e Goiás – naquela época era chamado de Anhembi. Ele banha e abastece (pela Represa de Guarapiranga) a maior metrópole da América do Sul, a cidade de São Paulo, mas por ela é poluído com o lançamento de esgotos domésticos e industriais.
O rio Tietê é importante atualmente pelo aproveitamento hidrelétrico e pelo transporte hidroviário, este facilitado pela construção de eclusas (já que é um rio de planalto). As cargas podem ser transportadas de São Paulo a Buenos Aires, na Argentina. Agroindústrias instalam-se junto aos rios Tietê e Paranaíba com seus silos e armazéns, a fim de diminuir os custos de transportes de commodities tanto para o mercado interno como para o externo (Mercosul). As hidrovias apresentam custos menores que os outros meios de transportes (uma empurradora levando quatro chatas carregadas de mercadorias equivale a 240 carretas numa rodovia).

#### Sub-bacia do Paraguai

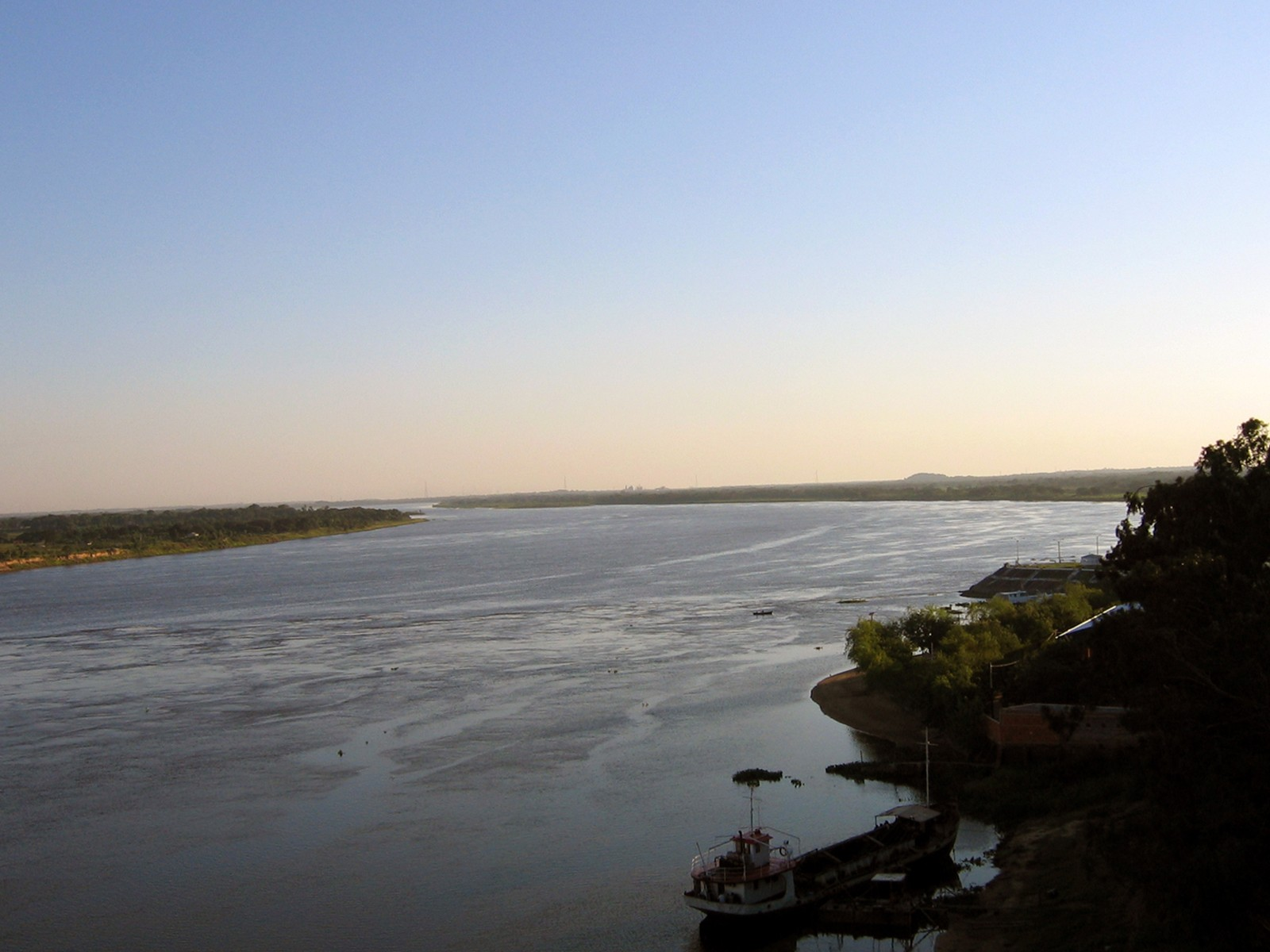
Rio Paraguai.

Compreende um único grande rio, o Paraguai, que possui mais de 2.000 km de extensão, dos quais 1.400 km ficam em território nacional. É tipicamente um rio de planície, bastante navegável. Os principais portos nela localizados são Corumbá e Porto Murtinho.
Além do Paraguai, destacam-se rios menores, como o Miranda, o Taquari, o rio Apa e o São Lourenço. O regime desses rios é também o tropical austral, com grandes cheias nos meses de verão.
Uma das características do rio Paraguai (um rio de planície), em quase toda sua extensão, consiste na regularidade apresentada pela variação periódica do seu regime. Os fatores que contribuem para o fato são: a regularidade das chuvas periódicas anuais, a extensa zona de inundação e represamento, representada pela Planície do Pantanal, as chuvas abundantes e o papel armazenador das chapadas de terrenos porosos.
Além da importância econômica do rio Paraguai como hidrovia, devemos mencionar o ecoturismo.

#### Sub-bacia do Uruguai
O rio Uruguai e sua bacia ocupam apenas 2% do território brasileiro, estendendo-se pelos estados de Santa Catarina e Rio Grande do Sul. Formado pelos rios Canoas e Pelotas, possui cerca de 1.500 km de extensão e serve de limite entre Brasil, Argentina e Uruguai. Situa-se na porção subtropical do país e apresenta duas cheias e duas vazantes anuais. Seus afluentes de maior destaque são: na margem direita, Peixe, Chapecó e Peperiguaçu; na margem esquerda, Ibicuí, Turvo, Ijuí e Piratini. Com o potencial hidrelétrico limitado, o rio Uruguai é usado para a navegação em alguns trechos. Suas principais hidrelétricas são: Barracão, Machadinho, Pinheiro, Estreito do Sul e Iraí.
O rio Uruguai surge da junção dos rios Canoas e Pelotas; seu alto curso é limite entre RS e SC; o médio  Uruguai, entre Brasil e Argentina. O Alto Uruguai foi área de colonização mista alemã e italiana; nesta área situam-se cidades importantes pela agroindústria. A Bacia do Uruguai apresenta alto potencial hidrelétrico e poucos trechos navegáveis tendo apenas importância econômica regional.
A bacia do Rio Prata possui uma superfície de 3.200.000 km², é a quinta maior bacia hidrográfica  do mundo e a segunda maior do continente. Sua extensão é de 275 km, sua largura máxima é de 221,5 km e seu fluxo é superior a 22.000 m³/seg. Abarca importantes faixas territoriais da Argentina, Brasil, Paraguai, Bolívia e Uruguai.

### Bacia do Tocantins-Araguaia

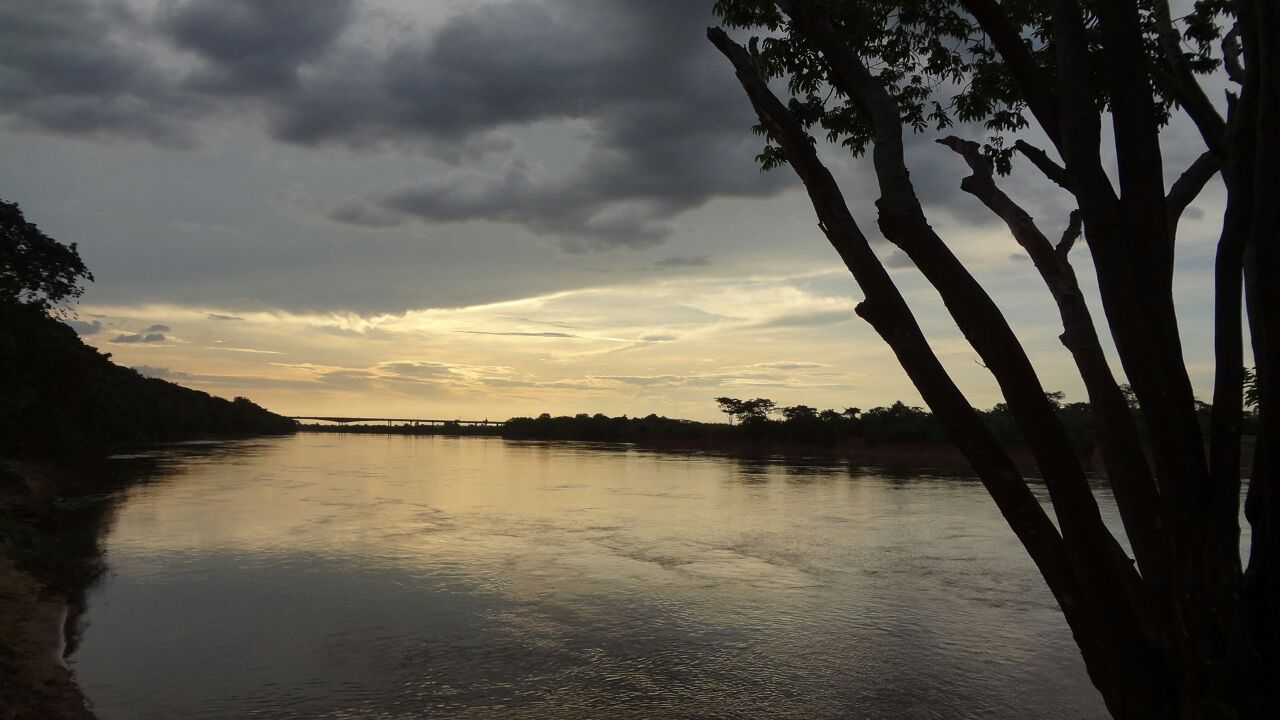
Rio Tocantins

Ocupando uma área de 803.250 Km2, é a maior bacia hidrográfica inteiramente brasileira. Além de apresentar-se navegável em muitos trechos, é a terceira do país em potencial hidrelétrico, encontrando-se nela a Usina Hidrelétrica de Tucuruí.
O Tocantins, principal rio dessa bacia, nasce no norte de Goiás e deságua no Oceano Atlântico. Em seu percurso, recebe o rio Araguaia, que se divide em dois braços, formando a Ilha do Bananal; situada no estado de Tocantins, é considerada a maior ilha fluvial interior do mundo.
Nessa região ocorrem rios de regime austral, ao sul, e equatorial, ao norte.
É a terceira maior hidrográfica brasileira em potencial hidrelétrico (28.300 MW, depois da Amazônica e a do Paraná). As usinas hidrelétricas desta bacia são a de Tucuruí (a maior da Eletronorte, produzindo 8.000 MW, a maioria subsidiada para as eletrometalúrgicas de alumínio), no rio Tocantins (PA) e a de S. Félix, no rio Araguaia, entre TO e MT.
A Bacia do Tocantins-Araguaia compreende todos os recursos hídricos que deságuam nos rios Tocantins e Araguaia. A bacia ocupa uma superfície de 967.059 km2, o que a torna a maior entre aquelas que se encontram totalmente dentro do território brasileiro, envolvendo os Estados de Goiás, Mato Grosso, Tocantins, Maranhão, Pará e o Distrito Federal.
Aproximadamente 9,5% do território brasileiro é drenado pela Bacia do Tocantins-Araguaia. Diversos lugares nos quais os rios Tocantins e Araguaia percorrem possuem um baixo povoamento, por isso os mesmos são de grande relevância para as pessoas, principalmente para a comunicação, apesar de não serem todos os trechos que oferecem condições viáveis de navegação.
Quanto ao potencial de navegação da bacia, mesmo com adversidades, existe um projeto que visa a implantação de uma hidrovia sobre a mesma. Tal empreendimento recebeu o nome de hidrovia Bacia do Tocantins-Araguaia. Sua execução ainda não ocorreu em decorrência de questões técnicas relacionadas ao regime das águas durante o ano (cheias e vazantes), além dos impactos ambientais que poderão ser gerados.
Nos primeiros anos da década de 80, foi concluída e inaugurada a usina hidrelétrica de Tucuruí, tendo como recurso hídrico fundamental, o rio Tocantins. Após sua inauguração, a mesma tornou-se a segunda maior usina hidrelétrica do Brasil, além de ser uma das grandes obras oriundas do período de ditadura que vigorou no país.
Para que o megaprojeto fosse executado, houve grandes impactos ambientais: enormes superfícies cobertas por florestas foram imersas pelas águas da represa, formando o lago de Tucuruí.

### Bacia do São Francisco

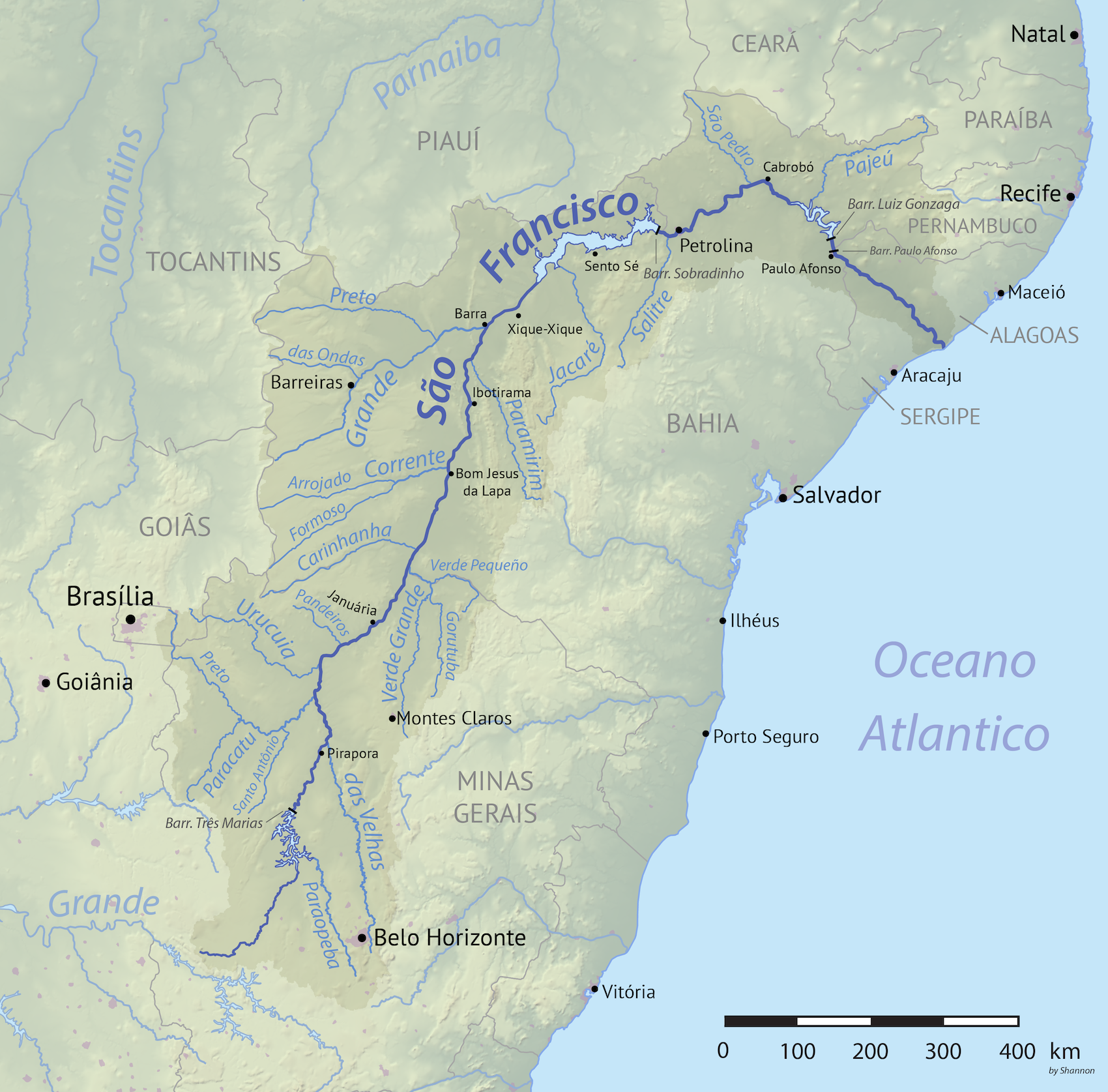
Mapa da Bacia do São Francisco.

Formada pelo rio São Francisco e seus afluentes, essa bacia está inteiramente localizada em terras brasileiras. Estende-se por uma área de 631.133 km², o que equivale a 7,5% do território nacional.
Apelidado pela população ribeirinha de Velho Chico, o São Francisco é um rio de planalto, que nasce na Serra da Canastra, em Minas Gerais, e atravessa os estados da Bahia, Pernambuco, Alagoas e Sergipe. Além de ser navegável em cerca de 2.000 km, possui também grande potencial hidrelétrico, merecendo destaque as usinas de Três Marias, Paulo Afonso e Sobradinho. Seus principais afluentes são os rios Paracatu, Carinhanha e Grande, na margem esquerda; e os rios Salitre, das Velhas e Verde Grande, na margem direita.
O rio São Francisco desempenhou importante papel na conquista e povoamento do sertão nordestino, sendo o grande responsável pelo transporte e abastecimento de couro na região. Ainda hoje, sua participação é fundamental na economia nordestina, pois, devido ao fato de atravessar trechos semiáridos, permite a prática da agricultura em suas margens, além de oferecer condições para irrigação artificial de áreas mais distantes. Possuindo um regime tropical austral, com cheias de verão, tem um débito que oscila de 1.000 m³/s nas secas, a 10.000 m³/s nas cheias.
No período colonial do Brasil foi fundamental na ligação entre o Sertão Nordestino pecuarista e os centros mineradores do Sudeste. Foi, por isto, denominado de “rio da unidade nacional”. A Bacia do São Francisco é a de segundo maior aproveitamento hidrelétrico (sobressaindo-se na Região Sudeste a Usina de Três Marias, que fornece energia a Belo Horizonte e às siderurgias do rio Doce) e a terceira em potencial (19.700 MW). É o rio que abastece a maior parte do Nordeste de energia.
O maior projeto de irrigação em seu vale é o de Petrolina-Juazeiro. Embora seja um rio de planalto, o São Francisco é navegável desde Pirapora(MG) até Juazeiro (BA)/Petrolina (PE). A navegação a vapor feita entre estes pontos extremos do rio passou a ser secundária em face das dificuldades da mesma pelo assoreamento, além da construção das hidrelétricas e de rodovias.
Hoje se assiste, de novo, à polêmica da transposição de 5% da vazão fluvial média do São Francisco para os rios Paraíba, Piranhas e Apodi, interligando-se, por canais de 120 km, com o rio Jaguaribe.

### Bacias secundárias

#### Bacia do Nordeste
É constituída por rios do sertão nordestino, na sua grande maioria temporários, pois secam em determinadas épocas do ano. Os rios dessa bacia são o Acaraú e o Jaguaribe, no Ceará; o Piranhas e o Potengi, no Rio Grande do Norte; o Paraíba, na Paraíba; o Capibaribe, o Una e o Pajeú, em Pernambuco. Além desses, fazem parte dessa bacia os rios maranhenses Turiaçu, Pindaré, Grajaú, Itapecuru e Mearim, além do rio Parnaíba, que separa o Maranhão do Piauí.

#### Bacia do Leste

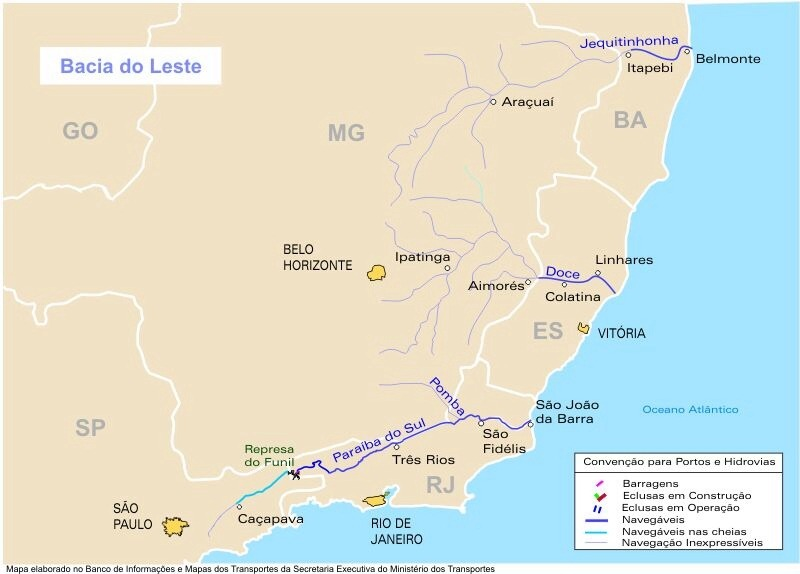
Mapa da Bacia do Atlântico Leste.

Constituída por rios que descem do Planalto Atlântico em direção ao oceano, merecem destaque os rios Pardo, Jequitinhonha e Mucuri, em Minas Gerais e Bahia; Paraíba do Sul, em São Paulo e Rio de Janeiro; e Vaza-Barris, Itapicuru, das Contas e Paraguaçu, na Bahia.

#### Bacia do Sudeste e Sul
É constituída também por rios que correm na direção oeste-leste, ou seja, que vão das serras e planaltos em direção ao oceano. Destacam-se os rios Ribeira do Iguape, em São Paulo; Itajaí, em Santa Catarina; Guaraguaçu, no Paraná. Jacuí e Camacuã, no Rio Grande do Sul.
Com exceção dos rios temporários do sertão nordestino, os demais rios das bacias secundárias apresentam regime tropical austral, com cheias no verão. São rios de planalto, pouco aproveitáveis para a navegação fluvial.

## Recursos hídricos no Brasil
O Brasil é um país de fartos recursos hídricos – 35.000 m³ per capita, enquanto na Alemanha é de apenas 1.500 m³ per capita; e possui 15% da água doce do mundo. No entanto, alguns rios já se apresentam bastante poluídos, como os rios Tietê (em São Paulo) e Paraíba do Sul e o Rio Arrudas (em Belo Horizonte). As bacias fluviais compreendem o rio principal (em nível de altitude mais baixo) e os seus afluentes (em nível mais alto), bem como toda a superfície drenada por eles. A drenagem das bacias fluviais brasileiras é exorreica, isto é, o nível de base do rio principal corresponde ao nível do mar, onde está a foz ou desembocadura dos rios principais. A foz dos rios brasileiros é sobretudo em estuário: desaguam no mar num terminal só. Uma exceção é o rio Parnaíba, entre o Maranhão e o Piauí, que desagua em delta, com várias embocaduras no oceano.
Alguns atributos dos recursos hídricos brasileiros e de sua utilização devem ser evidenciados:
- O Brasil apresenta o terceiro maior potencial hidrelétrico da Terra, visto que a maioria dos seus rios é de planalto. A exceção é o rio Paraguai, que é de planície. Dos 255.000 MW de potencial estão se aproveitando cerca de 25%. O rio de maior aproveitamento hidrelétrico é o Paraná, exatamente para atender à demanda energética do Sudeste. A bacia de maior potencial é a Amazônica.
- Embora tenha muitos rios navegáveis, as hidrovias representam os meios de transportes menos utilizados no país, ao contrário do que ocorre em países de dimensões continentais, pois são os transportes mais baratos e com maior capacidade de carga.
- O regime dos rios brasileiros é, em sua maior parte, pluvial. Somente o rio Solimões e parte de seus afluentes são de regime misto, isto é, tem seu volume de águas condicionado às neves da Cordilheira dos Andes e às chuvas.
- Apenas nas Bacias do Nordeste e pequena parte das Bacias de Leste, onde ocorre o clima semiárido com suas chuvas escassas e irregulares, na área do Polígono das Secas, é que se localizam rios temporários ou intermitentes, isto é, cujos leitos ficam secos em longas estiagens. Portanto, a maioria dos rios brasileiros é permanente ou perene.

### Regiões hidrográficas
Em 2003, o Conselho Nacional de Recursos Hídricos estabeleceu doze regiões hidrográficas para o Brasil, que agrupam bacias, grupos de bacias ou sub-bacias hidrográficas contíguas, visando orientar o planejamento e gerenciamento dos recursos hídricos:
| Regiões hidrográficas        | Área (km²)  | %    |
| ---------------------------- | ----------- | ---- |
| Amazônica                    | 3.843.402   | 45,1 |
| Tocantins-Araguaia           | 967.059     | 11,3 |
| Atlântico Nordeste Ocidental | 254.100     | 3,0  |
| Parnaíba                     | 334.113     | 3,9  |
| Atlântico Nordeste Oriental  | 287.348     | 3,4  |
| São Francisco                | 636.920     | 7,5  |
| Atlântico Leste              | 374.677     | 4,4  |
| Paraguai                     | 363.447     | 4,3  |
| Paraná                       | 879.860     | 10,3 |
| Atlântico Sudeste            | 229.972     | 2,7  |
| Atlântico Sul                | 185.856     | 2,2  |
| Uruguai                      | 174.412     | 2,0  |
| Total                        | 8.531.166,0 | 100  |